# 1821 ve fotografii
Tento článek obsahuje významné fotografické události v roce 1821.

## Narození v roce 1821
- 3. února – Thora Hallager, dánská fotografka († 16. června 1884)
- 26. dubna – Robert Adamson, skotský chemik a fotograf († 14. ledna 1848)
- 17. října – Alexandr Gardner, skotský a americký fotograf († 10. prosince 1882)
- 21. prosince – József Borsos, maďarský portrétista a fotograf († 19. srpna 1883)
- ? – Napoleon Sarony, americký litograf a fotograf († 9. listopadu 1896)
- ? – Charles David Winter, alsaský fotograf († 1904)
- ? – Victor Plumier, fotograf a jeden z bratrů Frères Plumier († ?)
- ? – Isidore van Kinsbergen, holandský fotograf, herec a malíř (3. září 1821 –† 10. září 1905)
- ? – Louisa Elizabeth How, první australská fotografka, jejíž díla přežila do současnosti (1821 – 1893 †)